# Jesse Pennington
Jesse Pennington (23 d'agost de 1883 - 5 de setembre de 1970) fou un futbolista anglès de la dècada de 1910.
Fou internacional amb la selecció d'Anglaterra 25 cops. Defensà els colors de West Bromwich Albion FC durant tota la seva carrera.